# Ikast FS
Der Ikast Forenede Sportsklubber ist ein dänischer Sportverein in Ikast. Die Fußballabteilung des Klubs spielt in der dritthöchsten Spielklasse Dänemarks der 2. Division West. Die Klubfarben sind blau-gelb.

## Allgemeines
Der Verein wurde am 6. Dezember 1935 durch eine Fusion von Ikast Tennisklub, Ikast Boldklub und Ikast Salonskytteforening gegründet.

## Abteilungen
Der Verein besteht aus mehreren Abteilungen. Zu diesen zählen u. a. Handball, Tennis, Badminton, Fußball.

### Fußball
1988 qualifizierte sich die Fußballabteilung für die Teilnahme am UEFA Intertoto Cup. Dabei überzeugte das Team in Gruppe sieben und ließ als Vorrundensieger die Österreicher von SK Sturm Graz und die beiden israelischen Mannschaften Beitar Jerusalem und Shimshon Tel Aviv hinter sich. In sechs Spielen gab die Mannschaft nur einmal Punkte beim 1:1 gegen Sturm Graz ab. Den höchsten Sieg erspielte die Mannschaft beim 6:0-Heimerfolg gegen Beitar. Dadurch konnte sich der Klub als einer von elf Mannschaften als Intertoto-Cup-Sieger bezeichnen. Dadurch war der Verein berechtigt beim UEFA-Pokal zu starten. Nach 0:1 und 2:1 gegen First Vienna FC 1894 schied das Team jedoch aufgrund der Auswärtstorregel in der ersten Runde des Wettbewerbs aus. Auch 1991 spielte Ikast im Intertoto-Cup um den Einzug in den UEFA-Pokal. Dieses Mal erspielte sich die Mannschaft gegen SV Austria Salzburg, Hallescher FC und Váci Izzó MTE nur einen Punkt. Dabei endete die Partie gegen den Hallescher FC mit einer 2:5-Niederlage.
Bis 1999 spielte der Verein insgesamt 17 Saisons in der höchsten Spielklasse Dänemarks. In den 1980er Jahren und im Jahre 1997 konnte das dänische Pokalfinale erreicht werden, welches jeweils gegen den FC Kopenhagen verloren ging. 1999 fusionierte die erste Mannschaft des Ikast FS mit Herning Fremad, einem Verein aus dem benachbarten Herning, zum FC Midtjylland. Bei der Fusion wurde das Stadion von Herning Fremad als Heimspielstätte gewählt und somit gab es bis zur Neugründung im gleichen Jahr keinen erfolgreichen Fußballverein mehr in Ikast. Sowohl Ikast FS und Herning Fremad bestehen weiter und unterhalten ihre eigenen Jugendmannschaften. Damit wurde ein besonders in Dänemark praktiziertes Konzept fortgesetzt, das es kleineren Vereinen ermöglichen soll, sich wirtschaftlich und sportlich dauerhaft in der obersten Spielklasse zu etablieren.
2007 gelang der Aufstieg in die zweite Liga; ein Aufstieg in die erste Liga ist nicht möglich, da der Verein als zweite Mannschaft des FC Midtjylland gilt.

## Erfolge

### Fußball
- Intertoto-Cup: 1988
- Viasat Sport Division: 1997

## Bekannte ehemalige Spieler

### Fußball
(Auswahl)
| Name des Spielers | Zeitraum       | Bemerkung |
| ----------------- | -------------- | --- |
| Henning Boel      | 1960/70er      | • ehemaliger dänischer Nationalspieler                                                                         |
| Johnny Hansen     | 1987–1992      | • ehemaliger dänischer Nationalspieler                                                                         |
| Leon Jessen       | –2004 (Jugend) | • aktueller dänischer Nationalspieler • in der Bundesliga für den 1. FC Kaiserslautern aktiv                   |
| Sigurd Kristensen | 1982–1990      | • ehemaliger Profi beim SK Sturm Graz, Futsalnationalspieler und WM-Teilnehmer                                 |
| Rob McDonald      | 1987–1988      | • in Europa u. a. für Newcastle United und Sporting Lissabon aktiv                                             |
| Kim Olsen         | (Jugend)       | • in Europa u. a. für den Sheffield Wednesday aktiv                                                            |
| Torben Piechnik   | 1988–1989      | • ehemaliger dänischer Nationalspieler, Europameister 1992 • in Europa u. a. für FC Liverpool aktiv            |
| Morten Skoubo     | (Jugend)       | • ehemaliger dänischer Nationalspieler • in Europa u. a. für den Borussia Mönchengladbach und FC Utrecht aktiv |
| Antti Sumiala     | 1994           | • ehemaliger finnischer Nationalspieler                                                                        |
| Grzegorz Więzik   | 1995           | • ehemaliger Profi beim 1. FC Kaiserslautern in Frankreich, Polen und bei Eintracht Trier                      |

### Handball
(Auswahl)
| Name des Spielers | Zeitraum | Bemerkung                                                                          |
| ----------------- | -------- | ---------------------------------------------------------------------------------- |
| Anja Andersen     | 1990er   | • ehemalige dänische Nationalspielerin • in Deutschland für TuS Walle Bremen aktiv |
| Anthony Deane     | 2000er   | • ehemaliger australischer Nationalspieler                                         |

## Trainer

### Fußball
(unvollständig)
| Name des Spielers | Zeitraum  | Bemerkung |
| ----------------- | --------- | --------- |
| Lennart Söderberg | 1990–1991 |           |
| Troels Bech       | 1999–2000 |           |
| Jonas Dal         |           |           |